# Убийство российских солдат в Макеевке
Убийство российских солдат во время сдачи в плен в селе Макеевке Луганской области произошло в ходе вторжения России в Украину в 2022 году. На видео инцидента видно, как не менее десяти российских солдат сдаются в плен четырём украинским солдатам в Макеевке. Российские солдаты один за другим выходят из флигеля и ложатся лицом вниз на землю. Украинские солдаты выглядят расслабленными с винтовками, направленными к земле. Затем внезапно появляется одиннадцатый российский солдат и открывает огонь по украинцам, застав их врасплох, что является возможным военным преступлением вероломства. Далее ролик обрывается, а в конце виден раненый украинский солдат. На другом видео на кадрах видно около 12 погибших, лежавших на тех же местах, что и на первом видео. Момент гибели не был заснят. Когда и кто снимал кадры, неизвестно.
Первое свидетельство гибели российских военнослужащих появилось в сети 12 ноября 2022 года. Видеозаписи инцидента, несмотря на заявления официальных представителей России, не содержат деталей, позволяющих квалифицировать убийство как казнь и военное преступление.

## Убийство
Убийство произошло не позднее 12 ноября в селе Макеевка, на тот момент находившееся под контролем российских войск. Инцидент был запечатлён на двух видеозаписях. На одной из них снят процесс взятия в плен российских военных: во дворе дома лежат 6 российских солдат, ещё 4 выходят с поднятыми руками. Когда выходил 11 военнослужащий ВС РФ, он навёл оружие на украинских солдат и открыл огонь. На следующих кадрах виден раненный украинский военный. На втором видео, снятом с дрона, видны лежащие на земле тела военных в лужах крови. Российский военный, стрелявший в военнослужащих ВСУ, лежит на том же месте, откуда он открыл огонь. Команда BBC Reality Check отметила, что позы российских солдат, лежавших на земле ещё в первом видео, совпадают до и после гибели. Момент гибели не был заснят. Доктор Рахини Хаар, медицинский советник организации «Врачи за права человека», отметила, что российские военные, вероятно, были убиты выстрелами в голову.

## Квалификация инцидента
Военным преступлением является как убийство комбатанта, сложившего оружие и сдавшегося в плен, так и ложная сдача в плен. Однако, основываясь только на видеозаписях, невозможно однозначно установить, было ли убийство российских военнослужащих преступным.
Медицинский советник организации «Врачи за права человека» доктор Рахини Хаар считает, что убитые лежали, вероятно, без оружия, вытянув руки или заведя их за голову, что, по мнению Хаар, делает их военнопленными или некомбатантами. Эксперт по уголовному преследованию военных преступлений в Утрехтском университете Ива Вукусич отметила, что если российских пленных не успели досмотреть, украинские военные не могли знать, вооружены ли они, даже если те лежали на земле. Вукусич считает, что квалификация убийства российских солдат как военного преступления зависит от того, были ли россияне убиты в ходе одной перестрелки, или уже позже в качестве акта мести. При этом Вукусич указала на то, что действия российского военного, открывшего огонь и нарушившего таким образом Женевскую конвенцию, также имеют решающее значение, так как пленные могли бы выжить, не начни он стрельбу.
Уполномоченный Верховной Рады Украины по правам человека Дмитрий Лубинец предположил, что из-за инсценировки сдачи в плен российские военнослужащие не могут считаться военнопленными, а военное преступление совершили только россияне.
Управление ООН по правам человека, рассматривая случаи внесудебных казней российских военнопленных, при анализе инцидента в Макеевке отметило, что военнослужащим, явно демонстрирующим желание сдаться, предоставляется весь спектр гарантий защиты, и их преднамеренное убийство будет считаться военным преступлением.

### Политический контекст
После того, как инцидент получил огласку 18 ноября 2022 года, МИД России остро акцентировали на нём внимание, обвиняя украинскую сторону в «казни российских военнопленных», характеризуя гибель российских военнослужащих как «вопиющее военное преступление». Новостная служба BBC отметила, что им не удалось подтвердить заявления России, основываясь лишь на видеозаписи инцидента. Телеканал «Настоящее Время» указал на то, что выдвижение российской стороной обвинений Украине в жестоком обращении с военнопленными может быть связано с вышедшим 15 октября докладом управления Верховного комиссариата ООН по правам человека об условиях содержания военнопленных в ходе российского вторжения, в котором было указано, что, несмотря на фиксацию пыток в плену по обе стороны конфликта, именно в российском плену преступления носят систематический характер.

## Расследование
18 ноября 2022 года Управление Верховного комиссара ООН по правам человека сообщило, что изучает видеозаписи с российскими военнопленными. Официальные украинские представители сообщили о ведении служебного расследования.
Следственный комитет России возбудил уголовное дело по статьям об убийстве и жестоком обращении с военнопленными. Украинская прокуратура возбудила уголовное дело по статье о нарушении законов и обычаев войны в отношении убитых российских военнослужащих.